# Mahmud Taleghani
Mahmud Taleghani (Galird, Alborz, 1911 - Qom, 1979) fou aiatol·là, sàyyid i polític iranià motor de la revolució islàmica. Nascut a la vall del riu Talakan, de la que agafa el seu cognom, va estudiar a Qom i a Najaf. Instal·lat a Teheran el 1939, pel seu progressisme fou empresonat o desterrat però a la caiguda de Rida Shah el 1941 va tornar a Teheran i va treballar amb Mehdi Bazargan i altres, en associacions musulmanes. El 1947 va donar suport al Moviment Nacional de Mohammed Mossadeq. El 1948 va ser nomenar cap de la pregària en una mesquita (Hidayat) a Teheran. Entre 1950 i 1970 va participar en activitats polítiques i va donar suport al grup dels Feda'iyan-e Islam mantenint també contactes amb els Mojahedin-e-kalq, organització fundada el 1971 per tres dels seus antics alumnes i companys de presó. Va ser empresonat diverses vegades fins a 1978. Va ser motor de la revolució (1978-1979) i després va ocupar diverses posicions (membre del Comitè Revolucionari i membre de l'Assemblea d'Experts). Abans de morir va criticar la implicació del clergat en política. Es va posicionar en contra de l'obligatorietat del vel islàmic mentre va viure. Va morir el 9 de setembre de 1979. El Front Nacional de Mohammed Mossadeq, el centre d'Ali Shariati, els Mojahedin-e-kalq i els dirigents de la república es reclamaven de les seves idees.